# Dragi Jelić
Dragi Jelić (Kraljevo, 1947. május 17. –) szerb rockzenész, zeneszerző, a YU grupa együttes énekese és gitárosa, melyet bátyjával, Žikával közösen alapított 1970-ben. Az 1960-as években testvérével az 1961-ben alapított Albatros és később a Džentlmeni nevű beatzenekar tagjai voltak. Játszott még az Alasi, a Beduini és a Siluete zenekarokban is.

## Diszkográfia

### ADžentlmenivel

#### EP-k
- Idi (1968)
- Slomljena srca (1969)

#### Kislemezek
- Ona je moja (1970)

#### Válogatások
- Antologija (2006)